# الكويت في الألعاب الآسيوية 1974
شاركَتْ الكويت في دورة الألعاب الآسيوية 1974 التي أقيمت في طهران في إيران من 1 إلى 16 سبتمبر 1974. فاز الرياضيون الكُويتيون بميدالية واحدة فقط وحلُّوا في المركز الثَّامن عشر في جدول الميداليات.